# Калаващица
Калаващица е река в Южна България – Област Пазарджик, община Стрелча и Област Пловдив, община Хисаря, десен приток на Пясъчник (влива се в язовир „Пясъчник“). Дължината ѝ е 33 km.
Река Калаващица извира на 1170 м н.в., на 400 м южно от връх Влък в Същинска Средна гора под името Чиряшата. В началото тече на югозапад, след това на юг и накрая на югоизток в дълбока проломна долина, с изключение на малък участък в източната част на Стрелчанската котловина и в най-долното си течение преди вливането си в язовир „Пясъчник“. Влива се в северозападния ръкав на язовир „Пясъчник“, на 287 м н.в., на 1 км югозападно от село Беловица, община Хисаря.
Площта на водосборния басейн на Калаващица е 186 km2, което представлява 28,05% от водосборния басейн на река Пясъчник.
Основни притоци: → ляв приток, ← десен приток
- ← Оцетковец
- → Малката река
- ← Вълковишко дере
- ← Юрушка река
- → Геренска река (влива се в язовир „Пясъчник“, най-голям приток)

Реката е с дъждовно-снежно подхранване, като максимумът е от февруари до май, а минимумът – юли-октомври.
Единственото селище разположено по течението на реката е село Мало Крушево, община Хисаря.
Водите на реката се използват за напояване. Част от водите на река Стрелчанска Луда Яна се отклоняват на югоизток по изграден канал в Калаващица.

## Топографска карта
- Лист от карта K-35-49. Мащаб: 1 : 100 000.
- Лист от карта K-35-50. Мащаб: 1 : 100 000.